# 코볼스크립트
컴퓨터 프로그래밍에서 코볼스크립트(CobolScript)는 코볼-기반 스크립트 언어이다. 코볼스크립트는 코볼과 유사한 구문을 가지고 있어 코볼 프로그래머들에게 친숙하다. 데이터 전환, 배치 인터페이스, 서버-사이드 스크립팅 등에 사용된다. 윈도우, 리눅스, SunOS, FreeBSD 버전이 있다. 맷 딘 등이 만들었다.

## Hello world 프로그램
다음은 코볼스크립트를 사용하여 "Hello, world!"를 출력하는 프로그램이다.
```
      * "Hello world" program                                   
      *
       DISPLAY `Content-type: text/html`.
       DISPLAY LINEFEED.
       DISPLAY `<HTML><BODY>`.
       DISPLAY `<CENTER>Hello World</CENTER>`.
       DISPLAY `</BODY></HTML>`.

```